# Mini (grenouille)
Pour les articles homonymes, voir Mini.
Genre
Mini est un nouveau genre (répertorié en 2019) de très petites grenouilles microhylides endémiques à Madagascar,,,.

## Espèces
Il y a trois espèces cataloguées,, :
- Mini mum Scherz et al., 2019
- Mini scule Scherz et al., 2019
- Mini ature Scherz et al., 2019